# Natação nos Jogos Paralímpicos de Verão de 2012 - 200 m livre feminino
As competições de 200 metros livre feminino da natação nos Jogos Paralímpicos de Verão de 2012 foram disputadas entre os dias 1 e 2 de setembro no Centro Aquático de Londres, na capital britânica. Participaram desse evento atletas de 2 classes diferentes de deficiência.

## Medalhistas

### Classe S5
| Ouro   | NOR Sarah Louise Rung |
| Prata  | ESP Teresa Perales    |
| Bronze | ISR Inbal Pezaro      |

### Classe S14
| Ouro   | GBR Jessica-Jane Applegate |
| Prata  | AUS Taylor Corry           |
| Bronze | NED Marlou van der Kulk    |

## S5

### Eliminatórias

#### Eliminatória 1
| Pos. | Raia | Atleta                 | Tempo   | Notas |
| ---- | ---- | ---------------------- | ------- | ----- |
| 1    | 4    | ISR Inbal Pezaro       | 2:57.14 | Q     |
| 2    | 5    | FRA Anita Fatis        | 3:02.70 | Q     |
| 3    | 3    | BRA Joana Maria Silva  | 3:16.27 | Q     |
| 4    | 6    | USA Aimee Bruder       | 3:58.00 |       |
| 5    | 7    | MEX Patricia Valle     | 4:19.57 | (S3)  |
| 6    | 2    | ITA Stefania Chiarioni | 4:22.87 |       |

#### Eliminatória 2
| Pos. | Raia | Atleta                | Tempo   | Notas |
| ---- | ---- | --------------------- | ------- | ----- |
| 1    | 4    | NOR Sarah Louise Rung | 2:56.22 | Q     |
| 2    | 5    | ESP Teresa Perales    | 3:05.44 | Q     |
| 3    | 6    | USA Alyssa Gialamas   | 3:15.22 | Q     |
| 4    | 3    | NED Lisette Teunissen | 3:27.74 | Q     |
| 5    | 2    | HUN Réka Kézdi        | 3:46.27 | Q     |
| 6    | 7    | USA Jaide Childs      | 4:19.35 |       |
| 7    | 1    | CAN Valerie Drapeau   | 4:56.32 |       |

### Final
| Pos.   | Raia | Atleta                | Tempo   | Notas |
| ------ | ---- | --------------------- | ------- | ----- |
| Ouro   | 4    | NOR Sarah Louise Rung | 2:49.74 |       |
| Prata  | 6    | ESP Teresa Perales    | 2:51.79 |       |
| Bronze | 5    | ISR Inbal Pezaro      | 2:56.11 |       |
| 4      | 3    | FRA Anita Fatis       | 3:03.81 |       |
| 5      | 2    | USA Alyssa GIalamas   | 3:15.66 |       |
| 6      | 7    | BRA Joana Maria Silva | 3:17.43 |       |
| 7      | 1    | NED Lisette Teunissen | 3:22.67 |       |
| 8      | 8    | HUN Réka Kézdi        | 3:45.66 |       |

## S14

### Eliminatórias

#### Eliminatória 1
| Pos. | Raia | Atleta                            | Tempo   | Notas |
| ---- | ---- | --------------------------------- | ------- | ----- |
| 1    | 4    | GBR Jessica-Jane Applegate        | 2:14.31 | Q     |
| 2    | 5    | AUS Kayla Clarke                  | 2:16.52 | Q     |
| 3    | 3    | AUS Kara Leo                      | 2:17.28 | Q     |
| 4    | 2    | ESP Michelle Alonso Morales       | 2:23.37 |       |
| 5    | 6    | CAN Jana Murphy                   | 2:26.44 |       |
| 6    | 7    | MEX Mariana Diáz de la Vega Parra | 2:33.09 |       |
| 7    | 1    | FRA Alicia Mandin                 | 2:41.50 |       |

#### Eliminatória 2
| Pos. | Raia | Atleta                         | Tempo   | Notas |
| ---- | ---- | ------------------------------ | ------- | ----- |
| 1    | 4    | AUS Taylor Corry               | 2:14.99 | Q     |
| 2    | 3    | NED Magda Toeters              | 2:17.11 | Q     |
| 3    | 5    | GBR Chloe Davies               | 2:18.10 |       |
| 4    | 6    | HKG Leung Shu Hang             | 2:21.51 |       |
| 5    | 7    | ISL Kolbrún Alda Stefánsdóttir | 2:24.57 |       |
| 6    | 2    | BEL Tamara Medarts             | 2:30.10 |       |
| 7    | 1    | TPE Tu Jo-lin                  | 2:43.29 |       |

#### Eliminatória 3
| Pos. | Raia | Atleta                          | Tempo   | Notas |
| ---- | ---- | ------------------------------- | ------- | ----- |
| 1    | 4    | NED Marlou van der Kulk         | 2:14.43 | Q     |
| 2    | 5    | GBR Natalie Massey              | 2:16.21 | Q     |
| 3    | 6    | SWE Pernilla Lindberg           | 2:16.39 | Q     |
| 4    | 2    | CAN Kirstie Kasko               | 2:27.25 |       |
| 5    | 7    | HKG Chow Yuen Ying              | 2:31.95 |       |
| 6    | 1    | CZE Adéla Míková                | 2:32.06 |       |
| 7    | 8    | ECU Jessica Silvana Lalama Vega | 2:45.06 |       |

### Final
| Pos.   | Raia | Atleta                     | Tempo   | Notas               |
| ------ | ---- | -------------------------- | ------- | ------------------- |
| Ouro   | 4    | GBR Jessica-Jane Applegate | 2:12.63 | Recorde paralímpico |
| Prata  | 3    | AUS Taylor Corry           | 2:13.18 |                     |
| Bronze | 5    | NED Marlou van der Kulk    | 2:14.80 |                     |
| 4      | 7    | AUS Kayla Clarke           | 2:15.29 |                     |
| 5      | 2    | SWE Pernilla Lindberg      | 2:15.33 |                     |
| 6      | 6    | GBR Natalie Massey         | 2:15.35 |                     |
| 7      | 1    | NED Magda Toeters          | 2:17.70 |                     |
| 8      | 8    | AUS Kara Leo               | 2:18.04 |                     |

Legenda
| Recorde mundial      | Recorde mundial (World record)               |                       | Recorde africano                      | Recorde africano (African) |                                           | Q | Classificado por posição (Qualified) |
| Recorde paralímpico  | Recorde paralímpico (Paralympic record)      | Recorde da América    | Recorde da América (Americas)         | q                          | Classificado por melhor tempo (Qualified) |   |                                      |
| Melhor marca do ano  | Melhor marca do ano (World leading)          | Recorde asiático      | Recorde asiático (Asian)              | DNS                        | Não largou (Did not start)                |   |                                      |
| Recorde nacional     | Recorde nacional (National record)           | Recorde europeu       | Recorde europeu (European)            | DNF                        | Não terminou (Did not finish)             |   |                                      |
| Recorde pessoal      | Recorde pessoal do atleta (Personal best)    | Recorde da Oceania    | Recorde da Oceania (Oceania)          | DSQ / DQ                   | Desclassificado (Disqualified)            |   |                                      |
| Recorde da temporada | Recorde da temporada do atleta (Season best) | Recorde sul-americano | Recorde sul-americano (South America) | NM                         | Sem marca (No mark)                       |   |                                      |